# سیراتسی
سیراتسی (به لاتین: Syartsi) یک منطقهٔ مسکونی در بلغارستان است که در شهرستان مومچیلگراد واقع شده‌است.